# 张金吾
张金吾（1787年—1829年），字慎旃，一字月霄。昭文（今江苏常熟）人。清朝藏书家。
祖父张仁济，有照旷阁藏万卷書，多宋元刻本。生于清乾隆五十二年（1787年），少学古诗文，十二岁丧父，由叔父张海鹏延师课读，道光时诸生。長大後曾校讀《太平御览》诸书，二十二歲补博士弟子员，省试落第後不再進入科場。好珍本，积書至八万卷，與常熟陈揆合稱藏书二友。道光九年（1829年）卒。著有《言旧录》、《爱日精庐藏书志》。